# Hungerford (Berkshire)
Pour les articles homonymes, voir Hungerford.
Hungerford est une bourgade et une paroisse civile dans le Berkshire, en Angleterre, située à 14,5 km (9 mi) à l'ouest de Newbury. Elle couvre une superficie de 22 km2 et, selon le recensement de 2001, a une population de 5 559 (estimée en 2006 à 6 789).

## Géographie

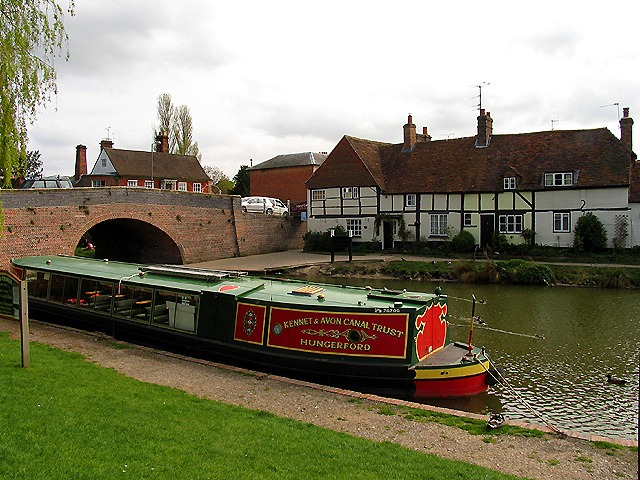
Péniche étroite sur le canal Kennet et Avon.

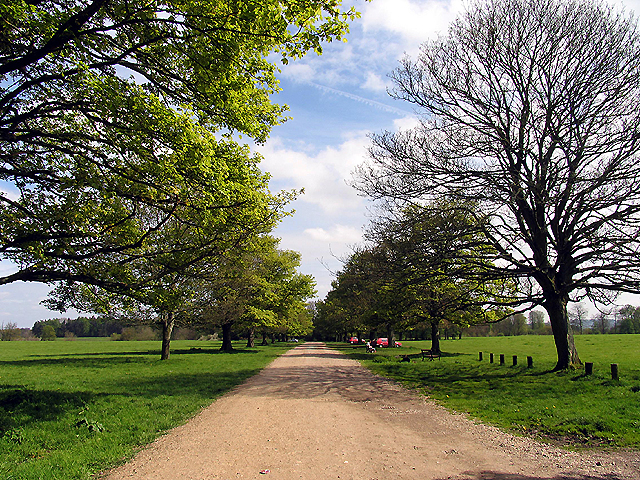
Une vue d’Hungerford.

Hungerford se trouve sur la rivière Dun dans la vallée de la Kennet. C'est la ville la plus occidentale du Berkshire, situé sur la frontière avec le Wiltshire, et se trouve dans le North Wessex Downs Area of Outstanding Natural Beauty. Le point le plus élevé de l'ensemble de la région de Angleterre du Sud-Est est le sommet de Walbury Hill s’élevant à 297 m (974 ft), situé à seulement 7 km (4 mi) de la ville. Le canal Kennet et Avon sépare Hungerford de ce qui pourrait être décrit comme le seul faubourg de la ville, le hameau d’Eddington.
La ville marque la frontière entre les régions de l’Angleterre du Sud-Est et de l’Angleterre du Sud-Ouest (elle est située à seulement 3 km à l'intérieur du Sud-Est de l’Angleterre), est environ 109 km (68 mi) à l'ouest du centre de Londres et à 88 km (55 mi) à l'est de Bristol sur la route nationale A4. Elle est presque à égale distance des villes de Newbury et de Marlborough, et se trouve à 4 km (2,5 mi) au sud de la sortie 14 de l'autoroute M4.
La paroisse était autrefois divisée en quatre tithings : Hungerford ou Town, Sanden Fee, Eddington avec Hidden et Newtown, et, Charnham Street. Le Nord et le Sud de Standen et Charnham Street faisaient toujours officiellement partie du Wiltshire jusqu'à leur transfert au Berkshire en 1895. Leverton et Calcot furent transférés de Chilton Foliat dans le Wiltshire, à la paroisse d’Hungerford en 1895. Tout son territoire au sud de la rivière Kennet était autrefois inclus dans la forêt de Savernake.

## À proximité
Villes: Newbury, Marlborough, Lambourn, Wantage, Swindon, Reading.
Villages: Chilton Foliat, Great Shefford, Kintbury, Little Bedwyn, Froxfield, Ramsbury, Shalbourne, Stockcross, Ham, Inkpen, Aldbourne, Burbage, Hungerford Newtown.
Lieux d'intérêt: station de pompage de Crofton, Wilton Windmill, Littlecote House, Freeman's Marsh, Walbury Hill, Villa romaine de Littlecote.

## Communications

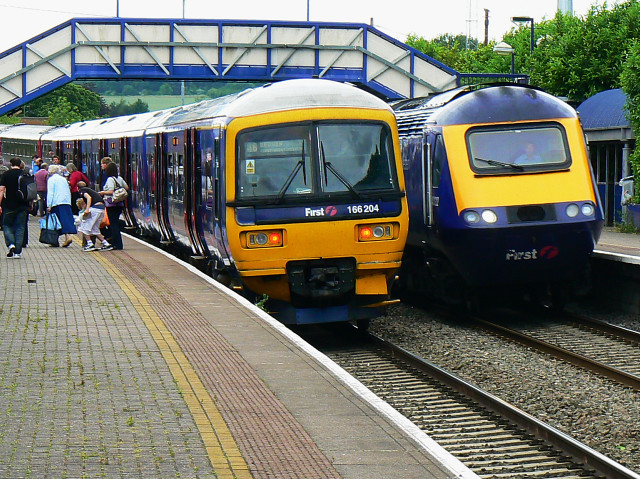
Gare ferroviaire d’Hungerford

Hungerford est situé sur plusieurs voies de transport, qui ont eu une importance historique et conservent une importance à l’heure actuelle. Elles incluent l'autoroute M4 (sortie 14), la route vers le Vieux Bath (A4), et le canal Kennet et Avon (ouvert en 1811). La ville dispose également d'une gare de chemin de fer sur la ligne reliant Reading à Taunton. Des liaisons ferroviaires vers Newbury, Reading et Londres car Hungerford a pris le chemin d'une ville-dortoir en lente expansion depuis les années 1980. Beaucoup de résidents font la navette vers les villes voisines telles que Newbury, Swindon, Marlborough, Thatcham et Reading.

## Gouvernance
Hungerford est une paroisse civile, qui couvre la ville de Hungerford et une zone rurale environnante, y compris le petit village de Hungerford Newtown. La paroisse partage des frontières avec des paroisses du Berkshire, Lambourn, East Garston, la Great Shefford, Kintbury et Inkpen, et avec des paroisses du Wiltshire, Shalbourne, Froxfield, Ramsbury et Chilton Foliat.
Les responsabilités du conseil de la paroisse sont exercées par le conseil municipal d’Hungerford, qui se compose de quinze conseillers bénévoles et membres du comité, assisté par un clerk à temps plein. Le maire est élu parmi eux. La paroisse fait partie du district administré par l’autorité unitaire du West Berkshire, et les responsabilités des collectivités locales sont partagées entre le conseil municipal et l'autorité unitaire.
Hungerford fait partie de la circonscription parlementaire de Newbury. Son député est le conservateur Richard Benyon, fils de Sir William Benyon de la maison d’Englefield. Il représente les deux villes depuis 2005.
Hungerford participe au jumelage des villes afin de favoriser de bonnes relations internationales :
- France Ligueil, Indre-et-Loire, France[2].

## Sport et loisirs
Hungerford possède :
- une équipe de football, Hungerford Town FC, qui joue sur le terrain de Bulpit Lane ;
- une équipe de cricket qui a joué contre l’équipe anglaise professionnelle en 1852, 1853 et 1854[3] ;
- une équipe de rugby, Hungerford RFC[4].

Hungerford abrite également les Hungerford Archers, un club de tir à l'arc. Son champ de tir est le terrain de sport du collège communautaire de technologie John O'Gaunt.

## Hocktide

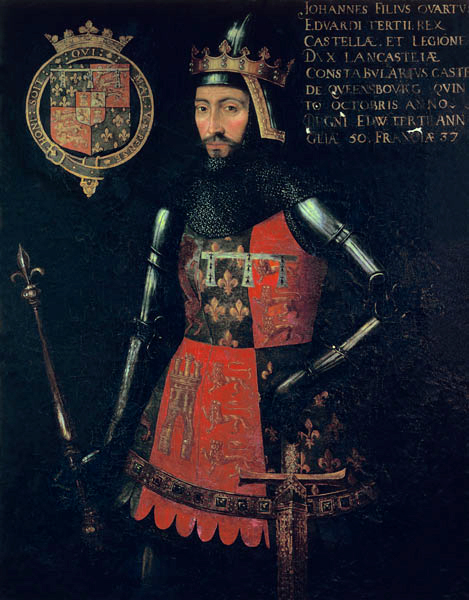
Jean de Gand.

Hungerford est le seul endroit dans le pays à avoir en permanence célébré Hocktide ou le Jour Tutti (le deuxième mardi après Pâques). Aujourd'hui, il marque la fin de l'année financière et administrative de la municipalité, mais dans le passé, ce jour faisait l’objet d’une célébration plus générale associée au grand patron de la ville, Jean de Gand (voir ci-dessous). Ses origines sont considérés comme mensongères dans les célébrations suivant l'expulsion des Danois par le roi Alfred.
Le « Bellman » (ou crieur public) convoque les roturiers de la ville à la cour d’Hocktide se tenant à l'hôtel de ville, tandis que deux hommes décorés « Tutti Man » et l’« Orange Man » visitent chaque maison de roturiers (près d'une centaine de propriétés), accompagnés par environ six « Tutti Girls », issues de l'école locale. À l'origine, ils recueillaient des « head pennies » pour garantir leur droit de pêche et de vaine pâture. Aujourd'hui, ils recueillent les baisers de chaque maîtresse de maison. À la cour, les officiers de la ville sont élus pour l'année à venir et les comptes examinés. La cour gère la mairie, l’auberge John of Gaunt, la commune, Freemen's Marsh (le marais des hommes libres), et les règles de pêche dans les rivières Kennet et Dun.

## Légendes
Il y a une vieille légende qui raconte qu’ « Hingwar le Danois » (c’est-à-dire Ivar le Désossé) s'est noyé accidentellement en traversant la Kennet ici, et que la ville a été nommé d'après lui. Cette situation découle de la croyance probablement erronée que la bataille d'Ethandun a eu lieu à Berkshire, dans le Berkshire, plutôt qu’à Edington dans le Wiltshire ou Edington dans le Somerset.

## Littérature
Hungerford peut être Kennetbridge dans le roman de Thomas Hardy Jude l'Obscur, mais elle est généralement considérée comme étant Newbury. Kennetbridge est « une ville prospère située à moins d'une douzaine de miles au sud de Marygreen » (Fawley) et se situe entre Melchester (Salisbury) et Christminster (Oxford). La route principale (A338) d'Oxford à Salisbury longe Fawley et traverse Hungerford, qui est au sud de Fawley plutôt qu’au sud-est comme Newbury.

## Histoire

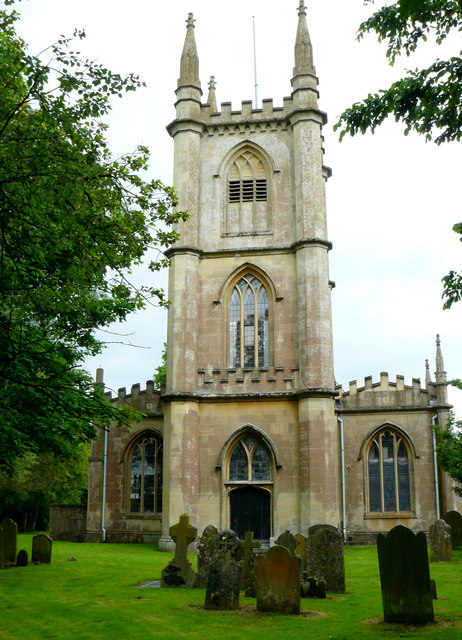
L'église paroissiale de St. Lawrence.

Hungerford est un nom saxon. Le symbole de la ville est l'étoile à six branches et le croissant de lune.
L'endroit n’apparait pas dans le Domesday Book de 1086, mais existait certainement en 1173. En 1241, elle s’autoproclama borough. À la fin du XIVe siècle, Jean de Gand était le seigneur du manoir à l'époque médiéval, il accorda au peuple des droits de pêche lucrative sur la rivière Kennet.
La famille noble de Walter Hungerford, 1er baron d’Hungerford, était originaire de la ville (vers 1450-1450), même si, après trois générations, le titre passa à Mary, baronne d’Hungerford qui épousa Sir Edward (plus tard Lord) Hastings, la résidence de la famille déménagea à Heytesbury dans le Wiltshire.
Pendant la guerre civile anglaise, le comte d'Essex et son armée passèrent la nuit dans la ville en juin 1644. En octobre de la même année, la cavalerie du comte de Manchester fut également cantonnée dans la ville. Puis, courant novembre, les forces du roi arrivèrent à Hungerford, Hungerford étant sur leur chemin pour Abingdon.
Pendant la Glorieuse Révolution de 1688, Guillaume d'Orange reçut la couronne d'Angleterre lorsqu’il résidait à l’auberge Bear à Hungerford.
L'église paroissiale de Saint-Lawrence se trouve à côté du canal Kennet et Avon. Elle fut reconstruite en 1814-1816 par John Pinch l'aîné dans le style néogothique et rénovée à nouveau dans les années 1850.
À la fin du XIXe siècle, deux policiers furent abattus par des braconniers dans Eddington. Leurs croix commémoratives sont encore là où ils tombèrent.

## Massacre de 1987
Le massacre de Hungerford eut lieu le 19 août 1987. À 27 ans, un ouvrier local au chômage, Michael Robert Ryan, muni de plusieurs armes, dont un fusil d'assaut type 56 et un pistolet Beretta, abattit et tua seize personnes, dont sa mère, et en blessa quinze autres. Il se suicida ensuite. Un rapport sur cet incident fut commandé par le Secrétaire d'État à l'Intérieur, Douglas Hurd, au chef de la police de Thames Valley, Colin Smith.
Il reste, avec le massacre de Dunblane et les fusillades de Cumbria, l'une des pires atrocités criminelles impliquant des armes à feu dans l'histoire britannique. Le massacre conduisit à l’adoption de la loi sur les armes à feu de 1988, qui interdit la possession de fusils semi-automatiques à percussion centrale et restreint l'utilisation des fusils de chasse ayant une capacité du chargeur de plus de deux coups. Le rapport Hungerford avait démontré que la collection d'armes de Ryan était parfaitement légale.

## Personnalités notables
- Ivar Ragnarsson, dit « Ivar le Désossé » envahisseur viking danois
- Jean de Gand, 1er duc de Lancastre, fils du roi Édouard III
- Sir Robert de Hungerford, baron d'Hungerford et homme d'État du XIVe siècle
- Charlie Austin, footballeur pour les Queens Park Rangers
- Samuel Chandler, théologien non-conformiste
- Christopher Derrick, auteur
- Rodney Desmeules, footballeur pour Swindon Town FC, conseiller municipal
- William Greatrakes, liée à la paternité des lettres de Junius
- George Pocock (né en 1774), fondateur de la Tent Methodist Society et inventeur du Charvolant
- Edward Duke (1779–1852), antiquaire anglais
- Thomas Hayward (directeur littéraire) (décédé en 1779?), Rédacteur en chef du The British Muse (1738) et avocat à Hungerford
- Nicholas Monro (né en 1936), artiste, avait un studio à Hungerford [7]
- Charles Portal, 1er vicomte Portal of Hungerford, chef d'état-major de la RAF durant la plus grande partie de la Seconde Guerre mondiale
- Robert Snooks, dernier bandit de grand chemin à être pendu en Angleterre, né en 1761 à Hungerford
- James Edward Talmage, (1862–1933) chef de l'Église de Jésus-Christ des saints des derniers jours, écrivain et théologien. Auteur de Jesus the Christ
- Henry "Harry" Quelch (1858–1913), fut l'un des premiers marxistes en Grande-Bretagne
- Ralph Evans (footballeur) (né en octobre 1915), footballeur
- Will Young, chanteur qui a connu la gloire après avoir remporté la première saison de Pop Idol
- Adam Brown, acteur et mime